# 2022年ロシア西部攻撃
ロシア領内への攻撃（ロシアりょうないへのこうげき）とは、2022年のロシアのウクライナ侵攻開始以来、ロシア西部の主にブリャンスク州・クルスク州・ベルゴロド州で報告されている複数の武力攻撃の事象である。ロシア連邦政府はウクライナに責任があると非難している。『ザ・モスクワ・タイムズ』によると、「ウクライナ軍は攻撃の責任を主張していないが、攻撃の背後にいる事を正式に否定していない」という。

## 攻撃

### 2月
2022年のロシアのウクライナ侵攻初日の2月24日の午前9時40分、クルスク州チョトキノの国境検問所がウクライナから攻撃されたと報じられた。攻撃による負傷者は出ず、報復したロシア国境警備隊の対応で攻撃は止まったと主張された。
2月25日、伝えられるところではミルレロヴォ空軍基地がおそらくウクライナ陸軍第19ミサイル旅団によるトーチカ-Uミサイル攻撃を受けた（ミルレロヴォ空軍基地攻撃）。

### 3月
3月1日、ロシア連邦ロストフ州タガンログの空軍基地で爆発があり、ウクライナが実行したと主張された。
3月23日と24日、ベルゴロド州知事ヴャチェスラフ・グラトコフは、ジュラブリョフカとNekhoteyevkaがウクライナ側から砲撃されたと報告した。翌日、モスクワ総主教の軍関連部門は、ジュラブリョフカで活動していた従軍聖職者のオレグ・アルチョーモフが、ウクライナのロケット弾で死亡したとソーシャルメディアに投稿した。
2022年3月29日、地元当局は、ウクライナとの国境に近いロシアの都市ベルゴロドの外で一連の爆発があったと報告した。後に、これらの爆発は火災が原因の可能性があると報じられた 。4月7日、ロシア連邦調査委員会は、この爆発が3発のトーチカ-U戦術弾道ミサイルを使ったウクライナの攻撃の結果であると主張した。この爆発により8人が負傷し、21台の車両が破壊された。同日、チョトキノ国境検問所が攻撃されたが、負傷者は出なかった。

### 4月
4月1日、ロシアのビャチェスラフ・グラトコフ知事と名前を隠した米国当局者によると、ウクライナのMi-24ヘリコプター2機が低高度からベルゴロド州の燃料貯蔵所を空爆し、出火させたが、死傷者は報告されなかった。ウクライナは、ロシア領でのこの事件はロシアのプロパガンダだとして否定し、退けた。ウクライナの保安当局者オレクシー・ダニーロフは、ウクライナがヘリコプター攻撃の背後にいることを否定し、代わりに「ベルゴロド人民共和国」を非難する冗談を言った。同日、ロシアの州の別の場所でロケットが爆発したが、ロケットの軌道と、それがウクライナが保有しているとは考えられていないモデルであったことから、オープンソースの研究者はそれが失敗したロシアのミサイルであると疑った。
4月11日、ベルゴロド州、ブリャンスク州、クルスク州、ヴォロネジ州は全て、3段階のテロ警戒システムを第2段階の「イエロー」に引き上げた。クリミア共和国とクラスノダール地方は警戒レベルを引き上げなかったが、特定の地区では引き上げた。ベルゴロド州当局は、花火と爆竹の2週間の禁止を命じた。
4月14日、ロシア国境軍は、4月13日にロシアに向かう約30人のウクライナ難民のグループがブリャンスク州Novye Yurkovichi付近の国境検問所にいた際に、同検問所がウクライナから迫撃砲による攻撃を受けたと報告した。当局の主張によると、2台の自動車が損傷したが、負傷者は報告されていない。
同日、地域および市当局は、ウクライナがベルゴロド州のスポダリュシノ村（モクラヤ・オルロフカ近く）を砲撃し、数回の爆発を引き起こしたと発表した。負傷者は出なかったが、村の住民は（砲撃が）激化する可能性を懸念して一時的に避難し、近隣の集落も住民を移動させた。ベルゴロド州知事のヴャチェスラフ・グラトコフは、攻撃は「ウクライナ側から来た」と述べた。グラトコフによれば、別の攻撃とされるもので、ジュラブリョフカの住民が負傷したという。
同日、ロシア連邦調査委員会は、ウクライナの攻撃ヘリコプターが、ブリャンスク州クリモヴォの町の住宅街に6発のミサイル攻撃を仕掛け、6軒の建物に損害を与えたと述べた。ロシア保健省の当局者は、7人が負傷し、そのうち2人が重傷を負ったと述べた。市病院の関係者によると、負傷者の中には妊婦1人と２歳の子ども1人がいたという。ラジオ・フリー・ヨーロッパおよびラジオ・リバティーによると、ブリャンスクの家屋が燃えている未確認映像がインターネット上で話題になった。翌日、ロシアの治安部隊は、事件中にMi-8ヘリコプターを撃墜したと主張した。
2022年4月19日、ベルゴロド州知事は、ウクライナ軍がゴロフチノ村を攻撃し、30軒以上の家屋に損害を与え、3人の住民に軽傷を負わせたと非難した。
2022年4月24日、ロシア国営メディアのタス通信は、ベルゴロド州の村がウクライナ方面から発射された発射体で砲撃されたと報じた。
ベルゴロド州知事によると、4月25日にジュラブリョフカで少なくとも 2人の住民（男1人、女1人）が砲撃により負傷した。
同日、ブリャンスクで新たな攻撃が行われた。朝に、二つの石油貯蔵所（軍用と民間用）で大規模な爆発と火災が起きた。ソーシャルメディアに投稿された最初の爆発から数時間後の映像や画像には大きな黒煙が映されていた。あるアナリストは『ガーディアン』に対し、火災はウクライナによる破壊活動である可能性が高いが、責任は不明のままであると語った。ロシアメディアは、同日に2台のバイラクタル TB2ドローンがブリャンスク州で撃墜されたと報じ、ロシアの有力なソーシャルメディアチャンネルはこれらが貯蔵所を攻撃したと主張した。
4月26日、ブリャンスクの線路沿いで不活性地雷が発見された。
4月27日、ベルゴロド州Staraya Nelidovka近くの弾薬庫で火災が発生した。
知事によると、4月29日から30日にかけて、クルスク州Rylsky地区クルペッツ付近の国境検問所が繰り返し砲撃を受けたという。ブリャンスク州知事は、自身の地域も砲撃を受けたと述べた 。

### 5月
5月1日、ベルゴロド州のロシア国防省の施設で火災が発生し、地元住民が軽傷を負った。
同じ日に、クルスク州では、Sudzha - Sosnovy Bor貨物線上の鉄道橋が部分的に崩壊した。知事は本件が破壊行為であると宣言し、犯罪捜査が開始された。
ニューズウィークによると、5月1日の午後8時頃（エカテリンブルグ時間）に、ロシアのペルミにある火薬製造工場で爆発が起きた。当局筋によると、製品が発火し、爆発を引き起こしたという。爆発により生じた火災で3人が死傷した（労働者1人は即死、2人は病院に運ばれ、その後1人が病院で死亡）。ニューズウィークによると、別のメディアが、本件が破壊工作との考えを提起した。
5月11日、ベルゴロド州知事のグラトコフは、ソロヒがウクライナ側からの砲撃を受けたと主張した。知事の声明によると、砲撃の結果、1人が死亡し、7 人が負傷した。死者は18歳のRuslan Nefyodovと判明した。
5月15日、ロシアの治安機関と関係があると考えられているテレグラムチャンネル「Baza」は、ベルゴロド州の国境の村セレダ上空を標的とする10発の砲弾をロシアの防空システムが撃墜したと報じ、伝えられるところでは、砲弾の破片により住民1人が負傷した。また、Bazaは別の10発の砲弾がNovostroyevka-Vtoraya近くの野原に落下したが被害はなかったと報じた。伝えられるところでは、さらに別の8発の砲弾が送電線とジュラブリョフカの多数の農業用建造物に損害を与えた。
5月17日、グラトコフは、Bezymenoがウクライナ領からの砲撃を受け、1人が軽傷を負ったと主張した。クルスク州知事は、チョトキノの国境検問所が砲撃されたと述べた。この砲撃での犠牲者は報告されていない。5月18日、グラトコフはソロヒが再び砲撃され、伝えられるところでは1人が負傷したとテレグラムに投稿した。クルスク州知事のスタロボイトはアレクセーエフカが砲撃されたと報告した。
5月19日、スタロボイトは、チョトキノの蒸留所が砲撃を受け、トラックの運転手1人が死亡し、少なくとも 1人の民間人が負傷したと主張した。同日、伝えられるところではアレクセーエフカとドロノフカが砲撃された。
5月25日、グラトコフは、「ウクライナ領からの」砲撃により、ジュラブリョフカで1人が負傷したと主張した。
ジュラブリョフカとNekhoteyevkaは、5月26日に継続的に砲撃された。翌日、傷が原因で女性一人が病院で死亡した。
5月26日、スタロボイトは、Vorozhbaが「ウクライナ側からの」砲撃を受け、地元の学校の教師がガラスの破片で負傷したと述べた。
5月31日の午前2時30分頃（現地時間）、伝えられるところでは農業用の小屋がウクライナ側による攻撃を受けた。

### 6月
6月6日、チョトキノ橋が砲撃され、損傷した。橋の近くでは、建物が大破し、車が全焼し、地元の製糖工場が被害を受けた。
ブリャンスク州のクリンツィとその周辺地域は、6月12日から3日間連続で砲撃を受けた。最初の2日間の攻撃は、軍事基地を標的とした比較的小規模な攻撃であり、死傷者はほとんどまたはまったくいなかった。6月14日、ヘリコプターが市内の住宅街に向けてミサイルを発射し、数十軒の家屋に損害を与え、女性1人が足を失った。当局は6月14日の負傷者は6人と述べた。
ハアレツは、ウクライナ国境にあるロシアの村々へのウクライナの爆撃は「絶え間ない」と表現した。

### 7月
7月3日、ロシア当局者は、ベルゴロドで市街地を狙った一連の爆発により4人が死亡し、50軒の建物が破壊されたと発表した。ロシアはこの攻撃でウクライナを非難し、国防省報道官イゴール・コナシェンコフは、ロシアがクラスター弾頭を搭載したウクライナのトーチカ-U弾道ミサイル3発を撃墜したと述べた。ウクライナは責任を否定した。

## 反応

### ロシアの反応
ブリャンスク州の学校は4月14日の攻撃を受けて閉鎖され、ロシアの4つの地域では安全対策が強化された。4月15日、ロシアは攻撃への報復として、ウクライナの首都キーウに対して大規模なミサイル攻撃を開始した。ロシアがキーウ攻勢を中止して以来、この種のロシアの攻撃としては最大のものとなった。

### ウクライナの反応
ウクライナは、同国が4月14日の攻撃に責任があるというロシアの主張を否定し、代わりに、ロシアの諜報機関が同国内で「反ウクライナヒステリーを煽るためのテロ行為を実行」しようとしていたと主張した。
攻撃後、ウクライナ保安庁は、ロシアがウクライナを非難するために故意に村を砲撃したことを示す、傍受されたロシア兵同士の会話だとする録音を公開した。録音では、ロシア兵とされる一人が1999年のロシアのアパート連続爆破事件に言及し、「チェチェン戦争でも同じことが起こった。モスクワでアパートが爆破され、彼らはテロリストのようだったが、実際はFSBの職員だ」 と話していた。
4月13日のブリャンスク国境検問所の事件に関するロシアの治安当局の非難への対応として、ウクライナ内務省顧問のアントン・ヘラシチェンコは、ウクライナの責任の認否を明確にすることなく、ロシアの軍事施設で何かが「落ちて発火した」と述べた。
4月27日、ウォロディミル・ゼレンスキーの顧問であるミハイル・ポドリャクは、最近の事件に論評し、ウクライナに責任があることを直接認めずに、以下のように述べた：
ロシアの侵攻を最後まで傍観することはできなかった。「そしてそれ故に、ベルゴロドとヴォロネジの殺人者の倉庫の非武装化は完全に自然のプロセスだ。カルマは残酷なものだ」